# محمد رکنی‌پور
محمد رکنی‌پور (انگلیسی: Mohammad Roknipour) یک بازیکن فوتبال اهل ایران است که در باشگاه فوتبال اورنج کانتی بلوز در آمریکا بازی می‌کند.